# Saint-Michel-de-la-Roë
Saint-Michel-de-la-Roë è un comune francese di 255 abitanti situato nel dipartimento della Mayenne nella regione dei Paesi della Loira.

## Società

### Evoluzione demografica
Abitanti censiti